# Iffezheim
Iffezheim è un comune tedesco di 4 733 abitanti, situato nel land del Baden-Württemberg. La cittadina si trova sul fiume Reno,e confina con i comuni francesi di Neuhaeusel e di Beinheim.

## Geografia fisica
Iffezheim si trova all'interno della Fossa Renana, confina da un lato con la Foresta Nera e dall'altro con i monti Vosgi francesi.

## Sport
Il nome di Iffezheim è indissolubilmente legato al suo ippodromo, fondato nel 1858 e gestito dal 1873 dall'Internationalen Club e. V., con sede a Baden-Baden. Ogni anno si tengono tre periodi di gara:
- il meeting di primavera, durante una settimana di maggio
- la "grande settimana", che dura anch'essa otto giorni, alla fine di agosto e all'inizio di settembre, e culmina nel Gran Premio di Baden, che si è tenuto per la 135ª volta nel 2007
- il Sales & Racing Festival, che dura tre giorni alla fine di ottobre.

## Amministrazione

### Gemellaggi
- Hoppegarten
- Mondolfo